# Сонора
Соно́ра (исп. Sonora [soˈnoɾa]), полное официальное название: Свободный и суверенный штат Сонора (исп. Estado Libre y Soberano de Sonora) — штат на севере Мексики, граничащий с американским штатом Аризона, с административным центром в городе Эрмосильо. Второй по площади (184 934 км²) штат Мексики. Численность населения, по данным переписи 2020 года, составила 2 944 840 человек.

## Этимология
Происходит из языка индейцев опата и означает «место кукурузы» в силу того, что индейцы использовали листья кукурузы для покрытия крыш жилищ.

## География

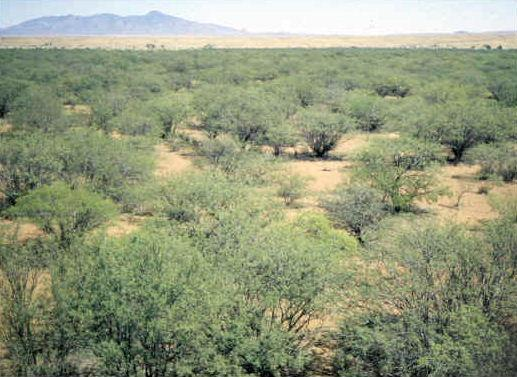
Одна из долин Соноры

Сонора расположена в северо-западной части Мексики, площадь штата — 184 934 км² (2-е место в стране). Граничит со штатами Синалоа, Чиуауа и Нижней Калифорнией, а также с США. На западе омывается водами Калифорнийского залива.
Географически выделяют 3 основных региона: горы, преобладающие на востоке штата; холмистая равнина — в центре и побережье Калифорнийского залива. Центральные равнины и побережье были сформированы отделением Калифорнийского полуострова около 10—12 млн лет назад. Соноре принадлежит 816 км побережья, большую его часть занимают пляжи, часть из которых — с хорошим белым песком. Сьерра-Мадре Западная, занимающая восток штата, характеризуется более низкими температурами и более высоким уровнем осадков, получая тихоокеанские воздушные массы.

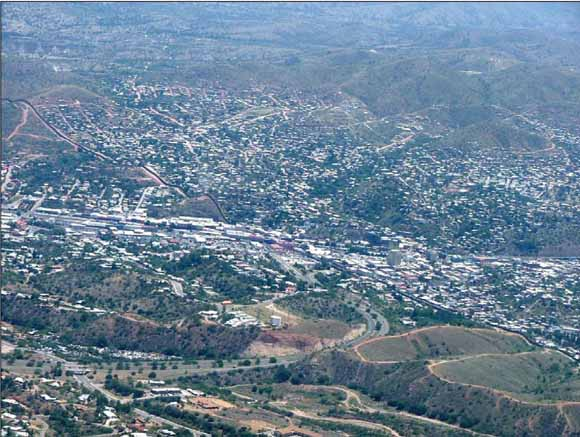
Снимок мексиканско-американской границы, Ногалес

Около 70 % территории штата покрыто пустынной растительностью или засушливыми лугами. Пустыня Сонора характеризуется большим разнообразием пустынной растительности. Леса расположены в северо-восточной части штата и занимают около 6,4 % от общей территории. Сонора, как и многие другие регионы северной Мексики страдает от быстрого опустынивания из-за деградации земель в этих засушливых регионах и потери биологической массы. Опустынивание происходит из-за освоение земель под сельскохозяйственные нужды, перевыпаса скота, вырубки лесов и сведения естественной растительности, засоления почвы при орошении. Все эти тенденции, наряду с повышением температуры воздуха в последние десятилетия ведут к расширению пустыни Сонора.

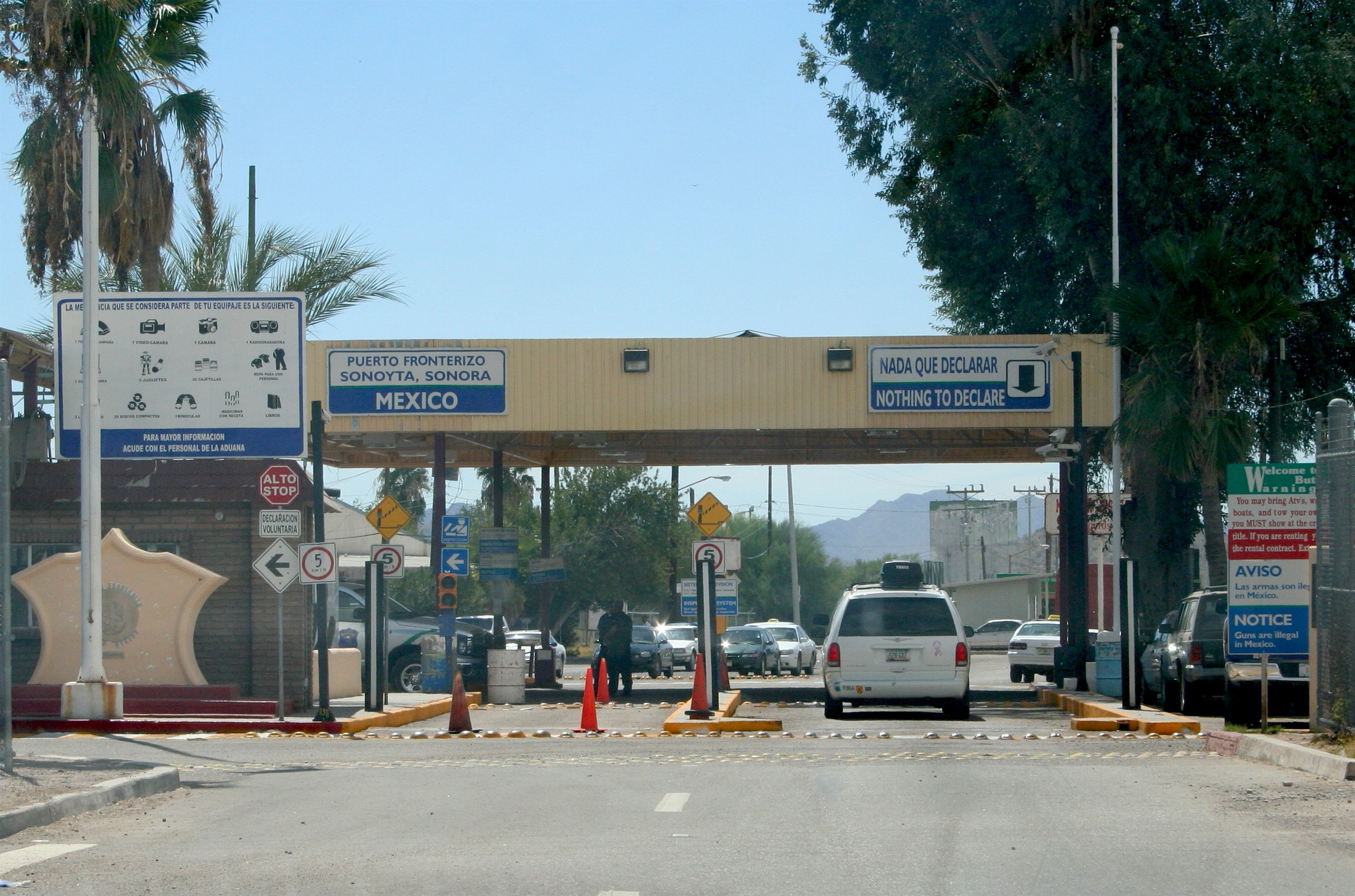
Один из КПП на Мексиканско-американской границе

Для большей части штата характерен пустынный и полупустынный климат. Зимой территории штата достигают северные воздушные массы, температуры в ночное время и в горах могут опускаться ниже 0 °С, суточные колебания температуры достигают 20 °С. Осадки зависят главным образом от сезона и от высоты над уровнем моря, испарение в пустынных районах значительно превышает количество осадков. Наиболее засушливый район страны — пустыня Альтар, также расположен на территории штата.
Все реки штата, за исключением реки Колорадо, начинаются на склонах Сьерра-Мадре Западная и имеют дождевое питание. Наиболее крупные из них: Консепсьон, Сан-Игнасио, Сонора, Матепе, Яки и Майо.
Протяженность границы Соноры и США — 518 км. Главным образом это пустынные и малонаселённые районы. В населённых пунктах граница отмечена железной разделительной стеной, в других местах — забором с колючей проволокой либо пограничными столбиками. Имеется 6 официальных контрольно-пропускных пунктов (с востока на запад): Агуа-Прета, Нако, Ногалес, Сасабе, Сонойта и Сан-Луис-Рио-Колорадо. Граница создаёт ряд проблем, таких как наркотрафик и нелегальная иммиграция в США.

## История

### Доколониальный период
Доказательства присутствия человека на территории современного штата Сонора датируются 10000 до Р. Х. Наиболее известные места, где найдены эти доказательства — это Комплекс Сан Диегито (San Dieguito) в пустыне Эль Пинакате (El Pinacate). Первые обитатели данных мест были кочевниками, собирателями и охотниками, которые использовали каменные орудия и орудия из ракушечника. В течение большей части доисторического периода климатические условия были более благоприятными, чем ныне, и более густая и разнообразная растительность была широко распространена на больших пространствах. Артефакты с участка Эль-Фин-дель-Мундо, наряду с артефактами с участка Обри в округе Дентон в штате Техас (США), являются древнейшими свидетельствами существования культуры Кловис.
Примерно в период 400 до н. э. — 200 н. э. началось сельскохозяйственное использование земель. Остатки керамики датируются 750 н. э. с диверсификацией с 800 до 1300 гг. Между 1100 и 1350 н. э. регион имел комплекс маленьких деревень с хорошо развитыми торговыми связями. Однако низменность центрального побережья не видела сельского хозяйства. Здесь всегда процветало рыболовство. Поскольку Сонора и большая часть северо-запада страны не имели многих культурных черт характерных для Мезоамерики, и поэтому не являлись частью этой культуры. Хотя имеются данные о торговле между народами Соноры и Мезоамерики. Климатические изменения в середине 15 в. привели к увеличению опустынивания на северо-западе Мексики в целом. Это, вероятно, стало одной из причин уменьшения населения, снижения количества и размеров поселений. Народы, которые остались в этой области, вернулись к менее сложной социальной организации и образу жизни.

### Колониальный период

Провинция Сонора на карте Новой Испании

Существует мало достоверной информации об этом районе, когда в 16 в. испанцы завоевали Ацтекскую империю. Некоторые утверждают, что первое испанское поселение было основано Альваром Нуньесом Кабесой в 1530, около Уэпака (Huépac). Другие утверждают, что Франциско Васкес де Коронадо (Francisco Vázquez de Coronado) основал деревню на краю реки Яки (Yaqui) в 1540 на пути на север. Другой источник утверждает, что испанского присутствия в регионе не было вплоть до 1614, когда сюда прибыли миссионеры Педро Мендес (Pedro Méndez) и Перес де Ривас (Pérez de Rivas), которые проводили свою работу среди индейцев майя.
В отличие от центральной Мексики, в Соноре не было социальной и экономической централизации, учитывая и крах колониальных поселений в 15 в. Индейцы яки яростно сопротивлялись европейскому вторжению на свои земли, и постоянные испанские поселения появились в течение 16 в. посредством экспедиций и миссионерской деятельности. Примерно с 1610-х на равнинах у побережья начали свою деятельность монахи иезуиты. Первоначально, эти миссионеры разработали мирный компромисс с 30 000 индейцами яки, которые позволили создать более 50 поселений миссий в речных долинах Соноры. Они были разрушены, когда иезуиты выступили против местной шаманской традиции. Индейцы опата были более восприимчивы к миссионерам и выступали их союзниками. После этого миссионеры иезуиты начали продвигаться на территории индейцев пима и тохоно о’одхам.
Было достаточно испанской экспедиционной разведки и миссионерской деятельности, чтобы рассматривать данные территории частью испанской колонии Новая Испания. Соглашение между генералом Педро де Переа (Pedro de Perea) и вице-королём Новой Испании привело к формированию в 1637 огромной провинции, которая сначала называлась Новая Наварра, а с 1648 была переименована в Сонору. Самым известным миссионером Соноры, и тех территорий, которые позже вошли в состав США, был Эвсебио Кино. Он прибыл в Сонору в 1687 и начал миссионерскую деятельность в области Пимерия Альта (Pimería Alta) Соноры и Аризоны. Он построил миссии и церкви во многих местах провинции, а для развития туземной экономики отец Кино приучал индейцев к европейским методам ведения сельского хозяйства.
Первоначально интерес к Соноре у испанцев подогревался её плодородными сельскохозяйственными угодьями в долинах вдоль рек, а также её положением на пути из Мехико к тихоокеанскому побережью и в Аризону (этот коридор ныне существует в виде федеральной трассы 15). После основания системы миссий последовало заселение Соноры испанскими колонистами. Ответ индейцев был смешанным — от принятия пришельцев до открытой враждебности. Вспышки насилия, которые сопровождали почти весь колониальный период в истории Соноры, привели к созданию испанцами фортов presidios и других фортификационных сооружений для укрепления испанских поселений и миссий. В то время, как процесс колонизации был не особенно жестоким, воздействие на индейцев было тяжёлым, так оно разрушило их весьма независимый образ жизни, заставляя их соответствовать иностранной централизованной системе. Одним из следствий этого был повальный алкоголизм среди коренных жителей.
В 1691 году территории современных штатов Синалоа и Сонора были объединены в единицу под названием Провинции Сонора, Остимури и Синалоа (Provincias de Sonora, Ostimuri y Sinaloa). В это время насчитывалось около 1300 испанских поселенцев в этом районе. В XVIII веке колонизация увеличилась, особенно в период с 1700 по 1767, когда были обнаружены залежи минералов, особенно в Аламосе. Это привело к созданию целого ряда шахтёрских лагерей под контролем вице-короля, что вынудило уйти индейцев с их мест. Потеря сельскохозяйственных мест, а значит, и средств к пропитанию вдоль рек Яки и Майо, привела к восстаниям индейцев в это время. Главное восстание индейцев сери произошло в прибрежной области в 1725—26, но крупнейшим было восстание индейцев яки и майо с целью изгнания испанцев, которое происходило с 1740 по 1742. Одной из причин для восстания было то, что иезуиты, а также светские власти жестоко эксплуатировали местное население. Это восстание уничтожило репутацию иезуитской системы миссий. Другое восстание индейцев сери произошло в 1748. Им тогда помогали индейцы пима и оодхам. Это восстание бушевало и в начале 1750-х. Эти события приводили к хаосу и беспорядкам в поселениях. В 1767 году король Испании изгнал иезуитов из контролируемых испанцами земель, окончив, таким образом систему миссий. Во время мексиканской войны за независимость население Соноры сохраняло верность королю и не принимало участие в ней.

### Период независимости

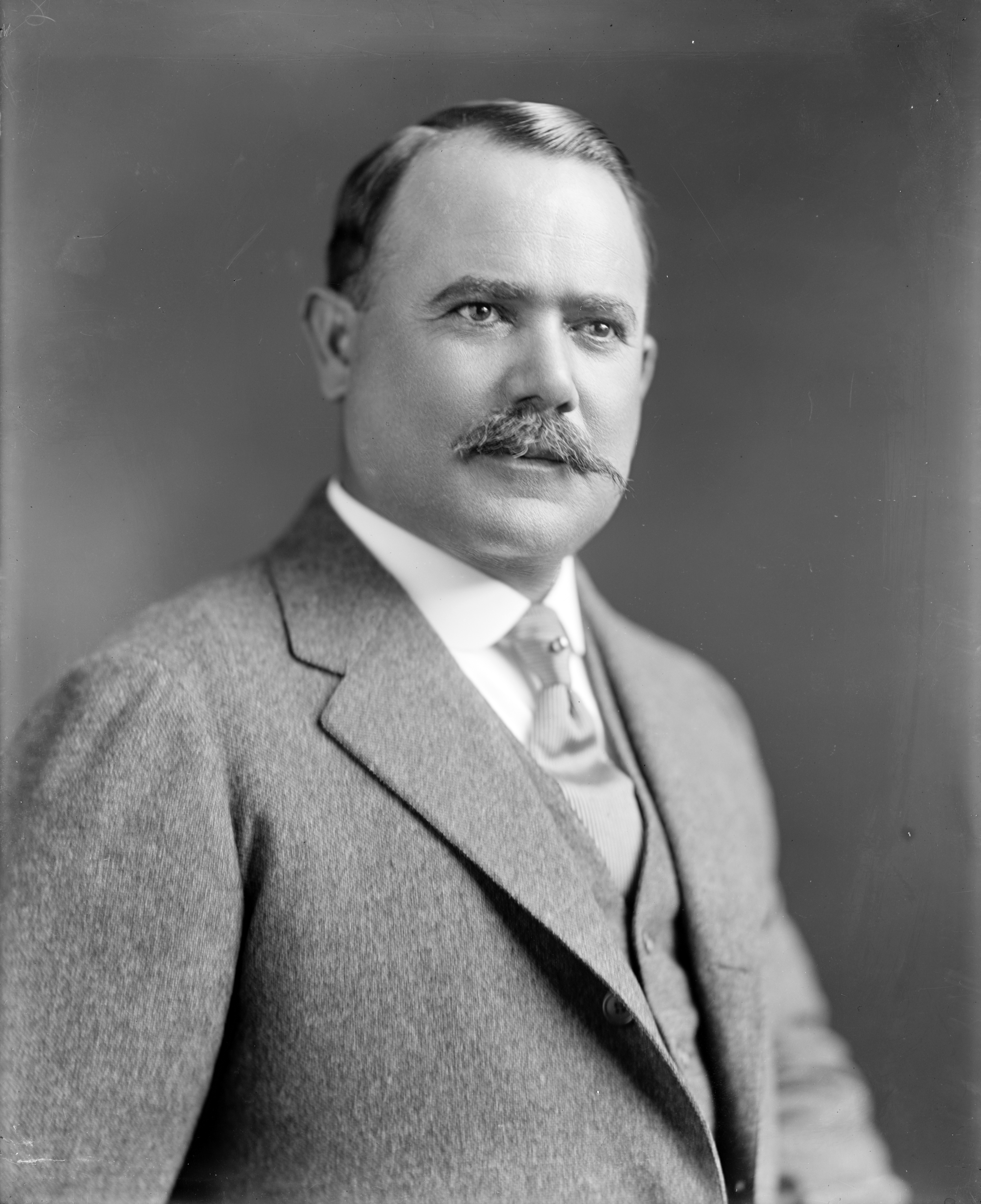
Генерал Альваро Обрегон. 27 августа 1914

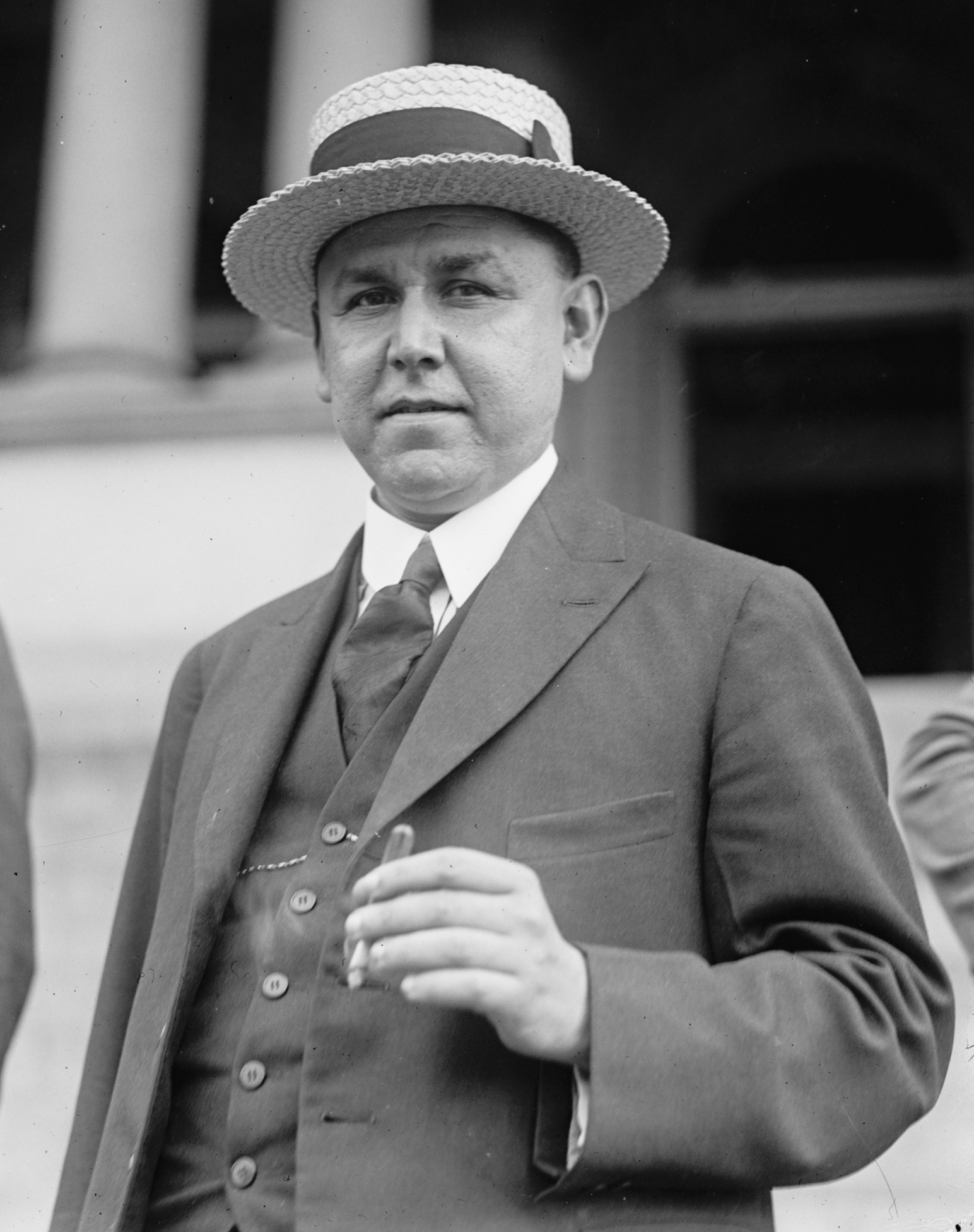
Адольфо де ла Уэрта.

В 1821 закончилась колониальная эпоха с окончанием войны за независимость, которая началась ещё в 1810. Одним из положительных аспектов независимости явился подъём экономического развития. В 1823 бывшая провинция Сонора, Остмури и Синалоа была разделена, и сформирована новая провинция Мексики Сонора и Синалоа со столицей в Уресе (Ures) (Сонора). Тем не менее, они воссоединились в 1824 и оставались в таком положении до 1830-х, несмотря на тот факт, что по федеральной конституции 1824 Сонора была объявлена штатом. Первым губернатором стал Франциско Ириарте (Francisco Iriarte y Conde). В 1831 Синалоа была объявлена отдельным штатом, и Сонора приняла свою первую конституцию штата. Первоначально столица была в Эрмосильо, но в 1832 была перенесена в Ариспе (Arizpe).
Большая часть XIX века в истории, как Соноры, так и всей страны, характеризовался жестокой борьбой между либералами — сторонниками федерального устройства Мексики, и консерваторами — сторонниками унитарного государства. В 1835 централистское правительство было установлено на основе так называемых «Конституционных основ» (Bases Constitutionales). За ними последовали «Семь конституционных законов» (Siete Leyes Constitutionales), которые оставались в силе до 1837 года.
Но в декабре этого года генерал Хосе де Урреа (José de Urrea) провозгласил в Ариспе восстановление конституции 1824, изначально поддержанной губернатором Мануэлем Гандарой (Manuel Gándara). Тем не менее, до конца века, Гандара и последующие губернаторы поддерживали централизованное правительство, что вело к политической нестабильности в штате. В 1838 столица была снова перенесена в Урес.
Плодородные земли майо и яки продолжали привлекать посторонних в XIX веке. Теперь это были мексиканцы, а не испанцы. К концу века штат получил большое количество иммигрантов из Европы, особенно из Германии, Италии и России, Ближнего Востока, главным образом, из Ливана и Сирии, и даже из Китая, которые принесли новые формы сельскохозяйственного производства, горной добычи, животноводства, промышленных процессов. Только одна американо-мексиканская война привела к крупной конфронтации между мексиканскими и американскими войсками, и последствия её были тяжёлыми для штата. В октябре 1847 американский корабль USS Cyane осадил бухту Гуаймас и установил контроль над этой частью побережья до 1848. После окончания этой войны, по договору Гуадалупе-Идальго, Сонора потеряла 339 370 га своей территории, которая отошла к США. Кроме того, война разрушила экономику штата. В 1850-х Сонора, по результатам сделки — Покупки Гадсдена потеряла ещё часть территории в пользу США. До войны Сонора была крупнейшим штатом Мексики, но в результате этих событий большая часть северных земель отошла к США. Большая часть территории является сейчас штатом Аризона южнее от реки Гила (Gila River) и часть современного юго-западного Нью-Мексико.

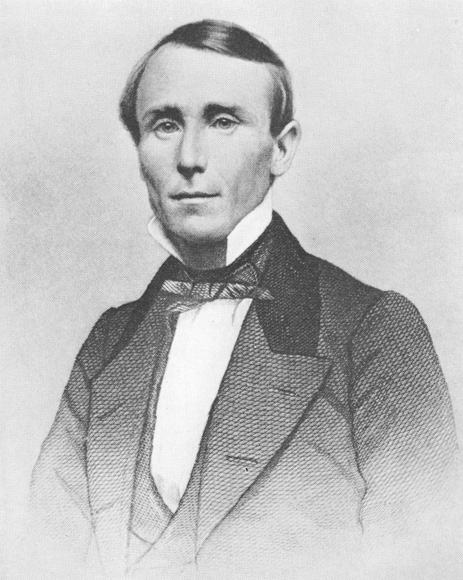
Уильям Уокер.

В условиях политической и экономической неразберихи эти уязвимые области стали мишенью для разного рода авантюристов, таких как У. Уокер, Гастон де Россе-Бульбон (Gaston de Raousset-Boulbon) и Генри А. Крэбб (Henry Alexander Crabb), которые напали на порты Соноры, такие как Гуаймас и Каборка (Caborca).
В 1854 году Уокер захватил Нижнюю Калифорнию и Сонору и провозгласил создание Республики Сонора со столицей в Ла-Пасе (Нижняя Калифорния). Летом он отправился в Гуаймас в поисках гранта от правительства Мексики для создания колонии, которая послужила бы укрепленной границей для защиты территории США от ответных ударов индейцев. Мексика отказала и Уокер вернулся в Сан Франциско, будучи преисполненным решимости добиться создания своей колонии, независимо от позиции Мексики. Он начал вербовку среди американских сторонников рабства, в основном жителей Кентукки и Теннеси. Его намерения тогда изменились, и он вознамерился создать буферное государство Республику Сонора с последующим вхождением её в состав американского союза, как ранее вошёл Техас. Финансы на свою авантюру он получал от продажи будущим землевладельцам земель Соноры. 15 октября 1853 Уокер во главе 45 человек отправился на завоевание Нижней Калифорнии и Соноры. Ему удалось захватить Ла-Пас — столицу малонаселённой Нижней Калифорнии и сделать этот городок столицей Республики Нижняя Калифорния. Уокер провозгласил себя президентом и восстановил рабство. Независимость от Мексики была провозглашена 10 января 1854. Для большей безопасности он перенёс свою резиденцию в Энсенаду. Хотя Уокер не получил контроля над Сонорой, он её считал частью территории своей республики. После провала ряда авантюр Уокер потерял финансирование и поддержку, что привело к краху его затеи. 8 мая 1854 его республика была разгромлена, и утраченные территории на калифорнийском полуострове мексиканское правительство вернуло. Все другие нападения флибустьеров на Мексику были отбиты, и в конце 1850-х Сонора оправилась от удара. Тогда губернатором стал энергичный Игнасио Пескейра (Ignacio Pesqueira), который привлёк иностранные инвестиции в экономику штата, особенно в горно-добывающую промышленность, и работал над созданием рынков сбыта сельскохозяйственной продукции за границу.
Во время французской интервенции в Мексику, Сонора была захвачена французскими войсками в качестве части военных усилий для воцарения ставленника Франции императора Максимилиана I в качестве монарха Мексики. Порт Гуаймас был атакован войсками под командованием А. Кастаньи (Armando Castagny), заставив мексиканские войска под командованием Пескейры и генерала Патони отступить к северу от города. Французские войска снова напали на мексиканские в местечке Ла Пасьон (La Pasión), и снова одержали победу. Французы были непобедимы в штате, пока в битве у Льянос де Урес в 1866 не были разбиты Пескейрой, Хесусом Г. Моралесом (Jesús García Morales) и Анжелом Мартинесом (Ángel Martínez). Вскоре после этого действующая конституция штата была написана в 1871, а столица была перенесена в Эрмосильо.
Во время президентства Порфирио Диаса — так называемой эпохи «Порфириата», в штате произошли заметные экономические изменения, которые способствовали быстрому экономическому росту, поспособствовавшему далеко идущим экономическим и социальным последствиям. Экономическое значение Соноры и других северных штатов для страны в целом стало быстро увеличиваться. Развитие железнодорожной сети интегрировало экономику штата в хозяйственную систему страны, а также позволило федеральной власти сильнее контролировать всю территорию Мексики. После 1880 эта железнодорожная система была подключена к такой же системе в США, что стало важной составной частью двусторонних отношений. Также экономические перемены разрешили иностранцам и некоторым мексиканцами приобрести огромные земельные участки. Иностранные землевладельцы имели тенденцию привлекать на работы иностранных рабочих. С этого времени начинается широкая китайская иммиграция в Сонору. В конечном счёте, китайцы быстро стали экономической силой, поскольку они заняли нишу малого бизнеса в экономике штата. Отчуждение у коренных народов земель для сельского хозяйства и горной добычи приводило вновь к активному сопротивлению индейцев. Ранее сопротивление проявляли яки, которые имели довольно широкую автономию в вопросах экономики и внутренней жизни. Посягательства на их земли вдоль реки Яки привели к восстаниям и партизанской войне после 1887. К 1895 федеральное правительство и руководство штата начали жестоко подавлять сопротивление яки и стали насильственно переселять их на плантации на тропическом юге Мексики, особенно на плантации хенекена на Юкатанском полуострове. Сопротивление яки продолжалось в 1900-х, а высылки достигли пика между 1904 и 1908, когда около четверти этого населения было депортировано. Ещё больше были вынуждены бежать в Аризону. Политика президента Диаса вызвало недовольство не только среди индейцев яки, но по всей стране. Одной из прелюдий мексиканской революции 1910—1917 стала забастовка на шахте Кананеа в 1906. Около 2000 забастовщиков стремились к переговорам с американским владельцем шахты У. Грином (William Greene), который отказался встретиться с ними. Забастовка быстро переросла в массовые беспорядки, когда шахтёры попытались взять под свой контроль рудник, и тогда был открыт огонь. Грин попросил подмоги у федеральных войск, но когда выяснилось, что помощь запаздывает, то обратился к правительствам Аризоны и Соноры, чтобы первая прислала своих добровольцев. Это увеличило масштабы насилия. Когда два дня спустя прибыли федеральные войска, они жестоко расправились со смутьянами, а подозреваемые лидеры забастовки и массовых беспорядков были казнены.
В конце 1910 в Мексике по-настоящему началась широкомасштабная гражданская война и Диас был свергнут. Губернатор Коауилы В. Карранса искал убежища в Соноре, и стал одним из главных политических лидеров во время войны. Ряд революционных лидеров, которые присоединились к Каррансе в Соноре, были вовсе не из крестьянской среды, а из нижних слоёв среднего класса — управляющие фазенд, владельцы лавок и магазинов, работники мельниц, школьные учителя, которые выступали против крупных землевладельцев и «порфирианской» элиты. После свержения Диаса Карранса боролся за власть против А. Обрегона (Álvaro Obregón) и других. Яки присоединились к последнему после 1913.
В 1920 Карранса стал президентом страны, однако оказался в противостоянии к Обрегону и другим. Карранса попытался подавить политическую оппозицию в Соноре, что привело к Плану Агуа Приета, который был подписан для формализации Обрегона и его союзников (в первую очередь А. Л. Родригеса (Abelardo L. Rodríguez), Б. Хилла (Benjamín Hill) и П. Э. Кальеса (Plutarco Elías Calles)) к сопротивлению Каррансе. Это движение вскоре стало доминировать в политической ситуации, но вызвало широкую политическую нестабильность. Обрегону удалось свергнуть Каррансу и стать президентом страны.
На президентских выборах 1924 Обрегон выбрал Кальеса своим преемником, который был тоже революционным лидером из Соноры. Это фактически положило конец войне, но она снова разрушила экономику штата. С 1920 до начала 1930-х четыре уроженца Соноры становились президентами страны — А. де ла Уэрта (Adolfo de la Huerta), Обрегон, Кальес и Родригес. По мере роста китайского влияния в штате, росло и негодование среди соноранцев, и синофобия быстро возросла во время мексиканской революции, так как многие китайцы процветали, несмотря на войну. Серьёзная антикитайская кампания началась в 1920-х, когда началась массовая высылка китайцев из Соноры и Синалоа. Некоторые из них были возвращены в Китай, но многие выехали в США. Губернатор Р. Э. Кальес (Rodolfo Elias Calles) нёс ответственность за изгнание большинства мексикано-китайских семей на территорию США. Несмотря на вызванные этим шагом дипломатические проблемы, Кальес не остановился, пока сам не был изгнан из штата. Однако к тому времени почти всё китайское население Соноры исчезло. Это было большим ударом по экономике штата, так как китайцы занимали обширные ниши в экономике Соноры, занимаясь мелким производством и торговлей. Усилия по модернизации, начатые Диасом, продолжились после революции.
В конце XIX — начале XX вв. процесс электрификации значительно увеличил спрос на медь, что привело к буму в горнодобывающей промышленности в Соноре и соседней Аризоне. Это также привело к созданию сети автомобильных, железных дорог и созданию других связей с США. Тем не менее, организованное развитие сельского хозяйства было приостановлено из-за революции, Великой депрессии 1929—33 и других политических потрясений. В 1930-х Сонора извлекла выгоду из многочисленных национальных стратегий, направленных на развитие городов на границе с США, а также построила ряд плотин для помощи сельскому хозяйству и общему водоснабжению. Основные реформы сельского хозяйства были начаты в 1940 в области реки Майо, когда её дельта была очищена от дикой растительности и превращена в сельскохозяйственные угодья. Во второй половине XX в. население штата выросло, и увеличились иностранные инвестиции в экономику Соноры из-за её стратегического положения и крупного порта в Гуаймосе. Более 200 иностранных и отечественных предприятий переехали в штат, позволяя развиваться современной инфраструктуре, таких как дороги, порты и аэропорты. В 1964 был построен мост над рекой Колорадо, связавший Сонору с Нижней Калифорнией. Форд построил в штате свой автосборочный завод, что привело к созданию ряда мелких сопутствующих производств на границе с США — так называемых maquiladoras. Одним из быстро растущих секторов экономики стал туризм, что привело к быстрому росту гостиничной инфраструктуры. На протяжении большей части XX в. в политике Мексики доминировала одна партия — право-социалистическая Институционно-Революционная партия (PRI). Недовольство фактически однопартийной системой стало заметным в северных штатах страны. Ещё в 1967 конкурирующая правая партия Национального Действия (PAN) выиграла на муниципальных выборах в столице штата — Эрмосильо. PAN победила на ряде муниципальных выборах в 1983. С каждым годом соперничество между двумя политическими силами росло и в 2009 политической монополии на власть партии PRI в Соноре пришёл конец, когда губернатором штата стал кандидат от PAN Гильермо Падрес (Guillermo Padrés Elías).

## Население

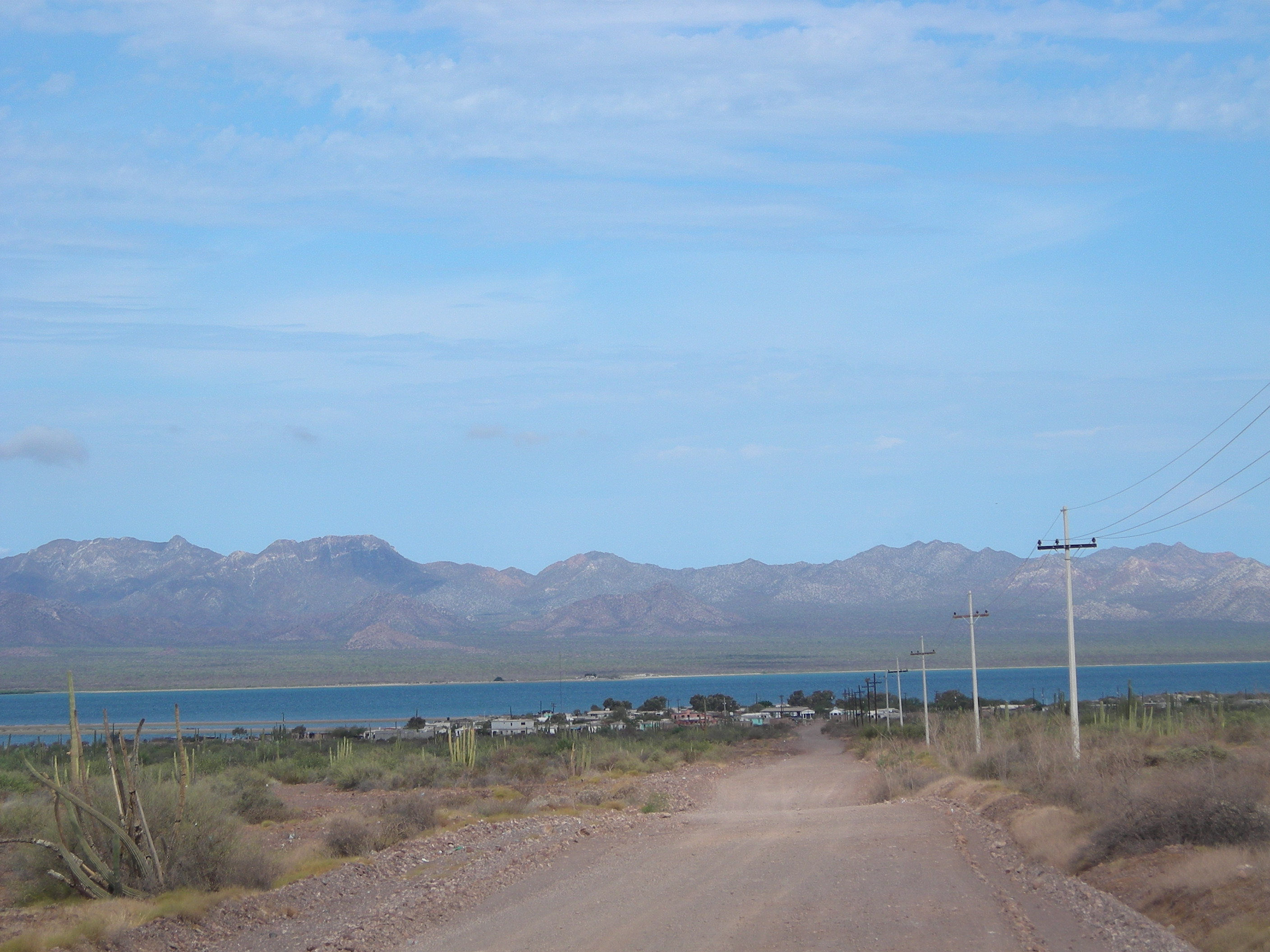
Пунта-Чека, одно из мест проживания народа сери

По данным на 2010 год население штата составляет 2 662 480 человек. Сонора отличается одной из самых низких в стране плотностью населения. Около 90 % населения — католики. Наиболее крупные индейские этнические группы: майо, яки и сери. Предпринимаются попытки по сохранению индейских языков, однако они остаются не слишком успешными. На 2000 год лишь 55 609 человек, или 2,85 % населения Соноры говорили на индейских языках.
Майо — наиболее многочисленный индейский народ штата, около 75 тыс. человек. Проживают главным образом вдоль реки Майо, в муниципалитетах Аламос и Кирего и других районах на юге штата. Небольшая община имеется и на северо-западе Соноры. Яки — вторая по численности этническая группа, около 33 тыс. человек. Традиционно проживают вдоль реки Яки. Численность сери достигает всего 650 человек, этот народ называет себя Conca’ac «люди». Название «сери» пришло из языка опата и означает «люди песка». Исторически район их проживания — центральное побережье штата, а также ряд островов Калифорнийского залива.
В Соноре проживают также ещё несколько этнических групп, все они, однако, достаточно малочисленны. Одна из них, небольшая группа Апач — Чоконены (центральные чирикауа) проживают в центральной Соноре.

## Административное деление

Административная карта Мексики.

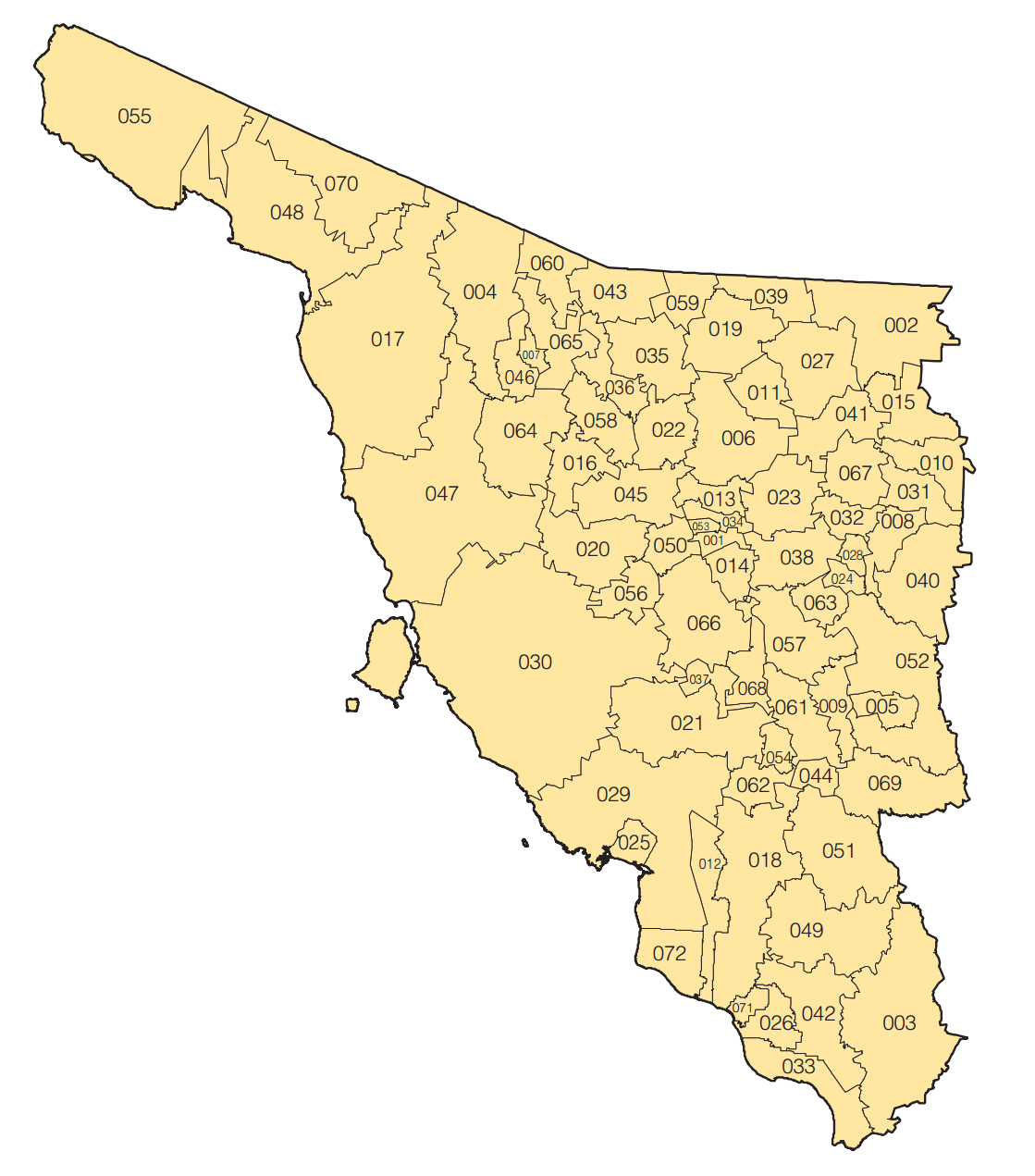
Административная карта штата Сонора.

В административном отношении делится на 72 муниципалитета:

## Экономика
В 2000 году ВВП штата составил 40 457 млн песо, что приблизительно 2,74 % от ВВП страны.
Сонора — один из наиболее благополучных штатов Мексики, местный ВВП на душу населения на 15 % выше среднего по стране, а рост ВВП в 2006 составил 8,4 % по сравнению средним по Мексике 4,8 %. Местная экономика имеет довольно тесную связь с экономикой США и в частности с экономикой Аризоны, что объясняется протяженной границей. Экономический успех штата, особенно в промышленном и сельскохозяйственном секторах, привлекает сюда большое число иммигрантов из центральных и южных штатов страны.

### Сельское хозяйство
Сельское хозяйство — важнейшая отрасль экономики штата. Основные сельскохозяйственные регионы включают долины Майо, Яки и Гуаямас, а также участок побережья. Основные культуры: пшеница, картофель, арбузы, дыни, кукуруза, хлопок, сорго, апельсины и др. Нижняя Калифорния и Сонора — крупнейшие в стране производители пшеницы, из них в одной лишь Соноре производится 40 % всей мексиканской пшеницы.
Традиционно, территория штата была важным районом скотоводства. Эта отрасль и сегодня имеет важное значение, делая упор на разведение крупного рогатого скота, в меньшей степени — на свиноводство. Одной из важнейших проблем сельского хозяйства штата является нехватка воды. Ирригационная система лишь способствует опустыниванию этой территории и сокращению площади пригодной для сельского хозяйства.
Кроме того, Сонора является одним из важных в Мексике поставщиком морепродуктов чему способствует обширное побережье и большое количество рыбы в водах Калифорнийского залива и прилегающей части Тихого океана.

### Промышленность
В 1980-е годы на территории штата возникло большое количество так называемых «макиладорас», сконцентрированных вдоль границы и в Эрмосильо. Это были сборочные предприятия, возглавляемые американскими компаниями и имеющие ряд льгот. Эти предприятия сыграли важную роль в модернизации мексиканского севера и занятости местного населения. Пик развития таких предприятий пришёлся на 2001 год, в последние годы многие американские кампании переводят свои производственные мощности в Китай. Число макиладорас сократилось, однако стоимость их продукции возросла. Многие такие предприятия стали мексиканскими фирмами.
Важное место занимает и добывающая промышленность, важнейшие полезные ископаемые включают серебро, целестин и висмут. Сонора — один из лидеров по добыче золота, волластонита, графита, молибдена, меди; важное значение имеет также добыча каменного угля.
В 2002 году добыча составила: 6634 кг золота, 153 834 кг серебра, 267 171 тонна меди, 3000 кг цинка, 18 961 тонна железа.

### Туризм

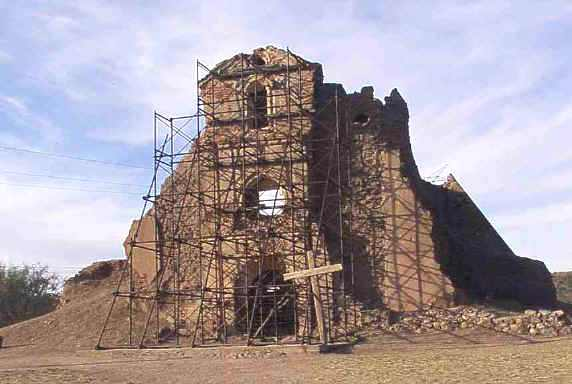
Остатки храма миссии Кокоспера, основанного Падре-Кино

Важную роль в экономике играет также туризм. Близость Соноры к территории США привлекает сюда большое количество американских туристов, наиболее популярны среди них такие города, как Ногалес, Акончи, Эрмосильо, Гуаямас и Пуэрто-Пеньяско. Туристов привлекают хорошие пляжи и довольно интересные туристические маршруты. В последние 10 лет значительно улучшилась туристическая инфраструктура штата, главным образом увеличилась сеть дорог.

## Герб
Герб штата представляет собой многочастный щит с лазоревой каймой, на которой внизу золотыми буквами написано на испанском языке название штата — Estado de Sonora. Щит разделён пополам. Верхняя часть треугольниками делится на три части цветов мексиканского флага, нижняя по вертикали пополам. В верхней левой трети на зелёном фоне изображена гора с перекрещенными лопатой и киркой, что символизирует горнодобывающую промышленность региона. В правой верхней трети на червлёном поле — изображение трёх снопов кукурузы и серп, что символизирует сельское хозяйство штата. В центральном секторе — индеец яки в традиционном одеянии и танцующий традиционный танец оленя. В нижней левой половине на золотом поле изображена передняя часть туловища домашнего быка. Это изображение символизирует развитое в штате разведение крупного рогатого скота. В правой нижней половине изображена часть побережья Соноры, острова Тибурон (Tiburón) и воды Калифорнийского залива, поверх которых — акула (tiburón по-испански означает «акула»). Это символизирует развитое рыболовство. Герб был принят 15 декабря 1944 года. Штат Сонора не имеет официально утверждённого флага. Часто используется белое полотнище с изображением герба в центре.

## В Соноре родились
- Альваро Обрегон
- Адольфо де ла Уэрта
- Хулио Сесар Чавес
- Луис Дональдо Колосио
- Хуан Матус